# Estoque del conde de Tendilla
El estoque del conde de Tendilla es la espada de parada que regaló Inocencio VIII a este miembro de la casa de Mendoza,  en la Navidad de 1486 como defensor de la cristiandad. Por primera vez recibió un noble, y no un rey, tal distinción por parte de un pontífice.  

## Descripción y autoría
El 25 de diciembre de 1486 recibió el II conde de Tendilla, Íñigo López de Mendoza y Quiñones, un estoque de parada, de la mano del pontífice Inocencio VIII, quien pronunció las siguientes palabras: «Accipe gladium et sis defensor fidei et sancte romane Ecclesie, in nomine Patris, etc».
Se trata de un estoque de parada, por lo tanto ceremonial, no un arma de batalla, más ancho y más largo de lo normal (140 centímetros) con una empuñadura de balaustres rematada por una bola con decoración vegetal. La empuñadura está dividida en dos por una pequeña manzana situada en el medio de la misma y adornada con hojas. Los dos extremos de la empuñadura presentan acanaladuras. El arriaz, de brazos vegetales curvados, rematan en flor de lis. En la hoja una inscripción identifica la función simbólica de la pieza Gladius protectionis universi populi christiani anno MCCCCLXXXVI. La vaina se decora mediante tallos y candeleros, dividiéndose en tres tramos mediante dos tondos esmaltados que presentan los escudos del papa.
Está documentada la autoría del platero florentino Giacomo Magnolino. Así consta en la orden de pago que se emitió en el mes de septiembre de 1487, que se conserva en los Archivos Vaticanos.

## La fortuna posterior del estoque.
A su regreso de su estancia en Italia como embajador excepcional de los Reyes Católicos, el II conde de Tendilla dictó testamento en la villa de Estremera, vinculando el estoque bendito al mayorazgo familiar. 
Esta arma permaneció en manos de la familia de los Mondéjar, cuyo marquesado ostentó Íñigo, hasta que a principios del siglo XX salió de la misma para recaer en el mercado de obras de arte alemán.

## Conservación en la actualidad
En el país germano recuperó esta pieza José Lázaro Galdiano, en cuya  Fundación Lázaro Galdiano se encuentra expuesto en la actualidad.

## Otros personajes que recibieron un estoque bendito por parte Inocencio VIII
- Francisco de Aragón, duque de San Ángel, embajador del rey de Nápoles.
- Fernando II, rey de Aragón.
- Giacomo Trivulzio, general de los ejércitos pontificios.
- Guillermo III, Langrave de Hesse